# Honnapur, Ron
Honnapur là một làng thuộc tehsil Ron, huyện Gadag, bang Karnataka, Ấn Độ.